# Alexander William Dunlap
Alexander William Dunlap dr. (Honolulu, Hawaii, 1960. július 15. –) amerikai állatorvos, professzor, űrhajós.

## Életpálya
1982-ben az Arkansasi Egyetem (Fayetteville) keretében állatorvosi oklevelet szerzett (Cum Laude), 1984-ben megvédte doktori címét. 1984-1985 között a Research Technician a University of Tennessee Központ Egészségtudományi Intézetben elektronmikroszkópos munkákat végzett. 1989-ben a Louisiana State University keretében folytatta tudományos tanulmányait (DVM). 1996-ban az University of Tennessee College of Medicine keretében orvosi vizsgát tett (Memphisben). 1986-1987 között az Externship Laboratory Animal Medicine, és a University of Tennessee Center for Health Sciences tudományos munkatársa. 1989-1992 között állatorvos a Bowling Animal Clinicán (Collierville). 1991-1995 között a NASA megbízásából támogatta az STS–40, az STS–52, az STS–56, az STS–58 és az STS–70 űrutazások orvosi kutatásait.
1996. április 4-től a Lyndon B. Johnson Űrközpontban részesült űrhajóskiképzésben. Kiképzett űrhajósként tagja volt az STS–90 támogató (tanácsadó, problémamegoldó) csapatának. Űrhajós pályafutását 1998. május 3-án fejezte be.

## Tartalék személyzet
STS–90, a Columbia űrrepülőgép 25. repülésének rakományfelelőse. Neurolab specialista.